# Gosauzwang (Soleleitungsbrücke)

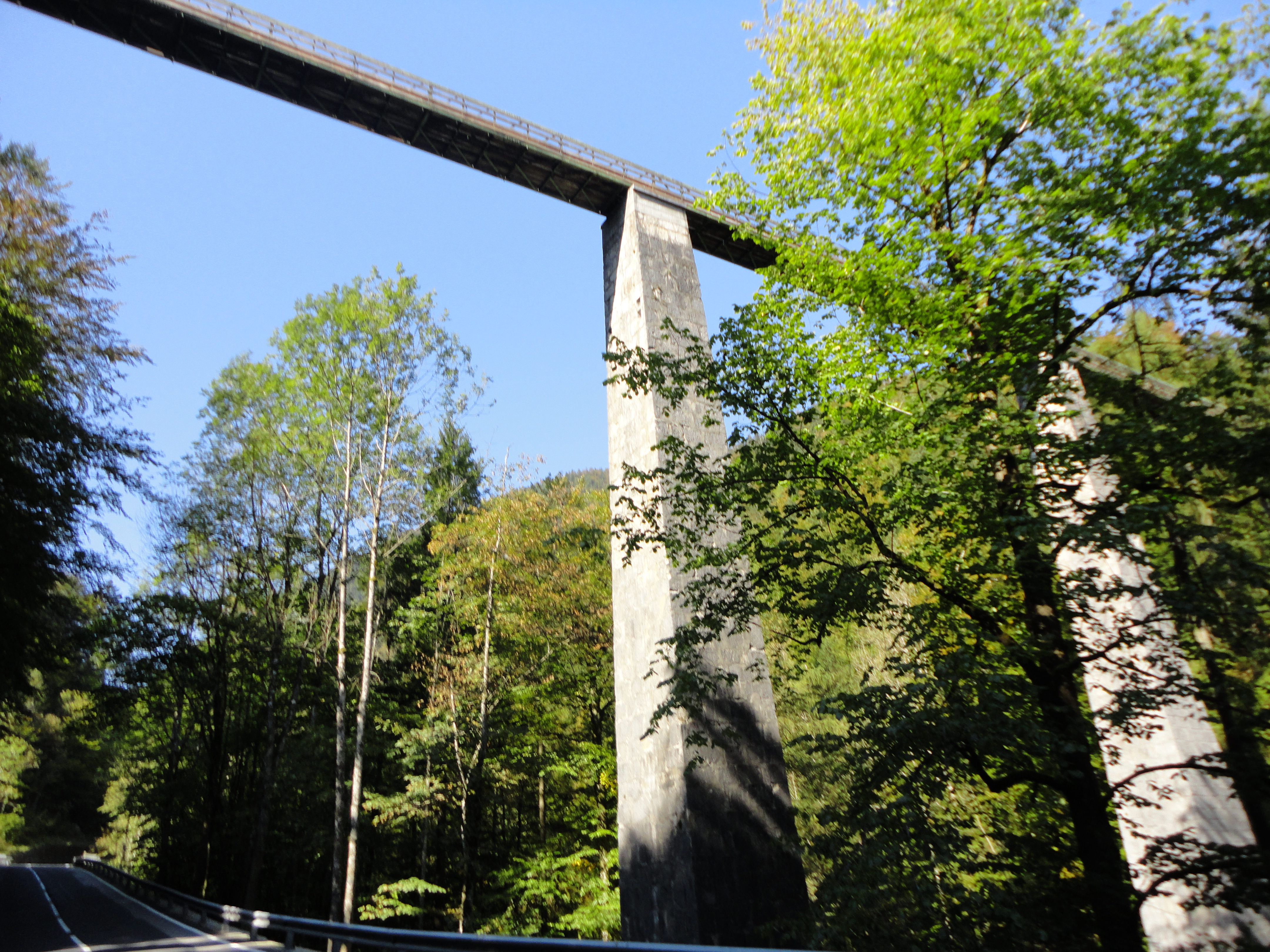
Gosauzwangbrücke heute

Der Gosauzwang ist die Stelle, an der die Soleleitung von Hallstatt nach Ebensee den Gosaubach und die Pass-Gschütt-Straße überquert.  Zwischen 1755 und 1758 wurde hierfür eine Brücke mit bis zu 30 m hohen Pfeilern erbaut. Sie liegt im UNESCO-Welterbegebiet Hallstatt-Dachstein/Salzkammergut und steht unter Denkmalschutz. Die jeweiligen Enden der Brücke liegen im Gemeindegebiet von Hallstatt beziehungsweise Gosau.

## Baugeschichte
Aufgrund der beschränkten Holzressourcen des inneren Salzkammerguts war es Ende des 16. Jahrhunderts nicht mehr möglich, die gesamte in Hallstatt gewonnene Sole im Ort zu versieden. Die Errichtung eines neuen Pfannhauses im waldreicheren Traunseegebiet erforderte allerdings den Bau einer Soleleitung vom Hallstätter Salzberg über Ischl nach Ebensee. Unter der Leitung des Ischler Bergmeisters Kalß wurde die 34 Kilometer lange Soleleitung in den Jahren 1595 bis 1607 realisiert. Dabei wurde der Strenn (= (Rohr-)Strang) aus insgesamt rund 13.000 bis zu viereinhalb Meter langen Holzröhren (Deicheln) zusammengesetzt.
Das schwierigste Teilstück stellte die Überquerung des Gosaubachs dar. Dort teilte sich die Rohrleitung ursprünglich in drei hölzerne und mit eisernen Ringen bewehrte Rohrstränge, in denen die Sole vom rechten Talhang herabfloss, auf einer Holzgerüstung den Bach übersetzte und dann unter Druck – im Zwange – die jenseitige Steilböschung hinaufstieg. Materielle Zeugen dieser ältesten Bachübersetzung sind nicht erhalten geblieben, bloß der Name: Gosauzwang.
Infolge des steigenden Salzbedarfs musste 1756 neben den beiden vom Hallstätter Salzberg nach Ischl und Ebensee führenden Soleleitungssträngen noch ein dritter gelegt werden. Im Zuge der Arbeiten für diese Soleleitung wurde für die Überquerung des Gosaubachs eine auf hohen Steinpfeilern verlegte Brücke über den großen Gefällsbruch errichtet. Unter der Leitung des Hallstätter Salinenmeisters Josef Spielpichler wurden 1757 die hölzernen Brückenfelder, das sogenannte Spannwerk, gebaut, auf dem dann der Strenn mit gleichmäßig geringem Gefälle verlegt werden konnte. Dadurch war es möglich, den mit den technischen Mitteln der damaligen Zeit nur schwer beherrschbaren Druck in der Rohrleitung drastisch zu reduzieren.

## Baubeschreibung

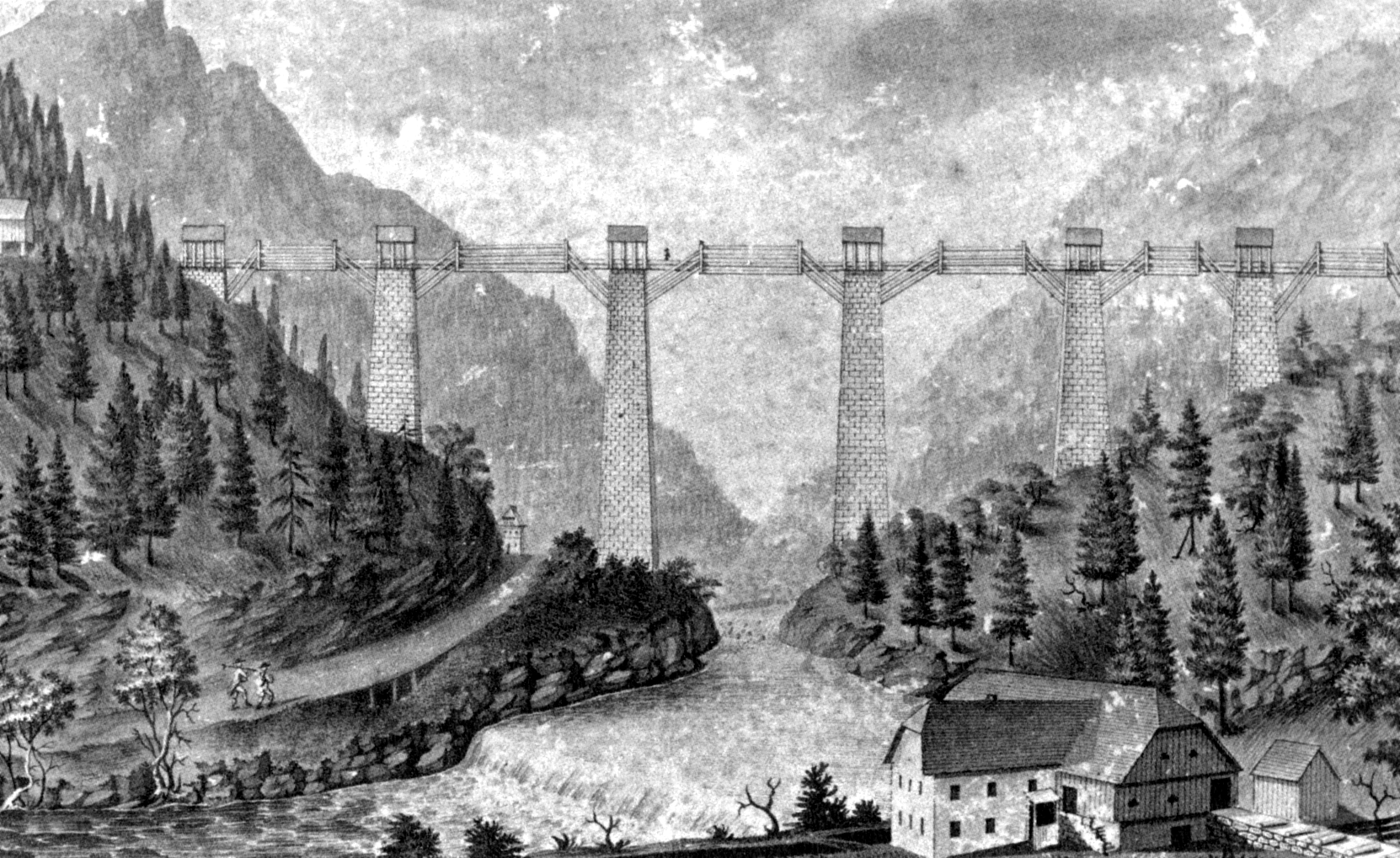
Zeichnung aus einem Reiseführer von Joseph August Schultes (um 1800)

Die Soleleitungsbrücke, die auf fünf schlanken Pfeiler aus Kalkstein-Quadermauerwerk das Gosaubach-Tal überspannt, galt bereits zur Entstehungszeit als eines „der merkwürdigsten und kühnsten“ technischen Bauwerke des Kammerguts. Mit der Verjüngung der Pfeiler wird perspektivisch wirksam die Höhenentwicklung dynamisiert. Das alte Tragwerk nahm mit den Sprengwerken diese Bewegung auf, leitete sie in die Horizontale über und ließ sie in den Widerlagern ausklingen. Durch den Umbau des Tragwerks auf Stahl ist die ursprüngliche Wirkung zum Teil verlorengegangen.

## Technische Beschreibung
Die Pfeiler sind mit einer Querschnittsfläche an der Basis von 4,0 × 4,0 m, am Auflager von 2,4 × 2,4 m und einer maximalen Höhe von 30 m äußerst schlank ausgeführt. Das Tragwerk, welches in 6 Brückenfelder mit Weiten zwischen 16 und 21 m unterteilt ist, weist eine Gesamtlänge von 133 m auf.
1969 wurde das ursprüngliche, hölzerne Sprengwerk durch eine Stahlkonstruktion, deren seitliche Teile als horizontal verbrettertes Geländer ausgebildet sind, ersetzt. 2017 wurde die korrodierte Stahlkonstruktion wiederum durch eine Aluminiumkonstruktion ersetzt.

## Denkmalwert
Die gesamte Soleleitung als erste ortsübergreifende Rohstoff-Pipeline der modernen Industriegeschichte und die exemplarische Überquerung des Gosaubachtales sind von herausragender Bedeutung. Der gute Bauzustand der Brückenpfeiler und die weiterhin aufrechte Nutzung der Brücke in ihrer ursprünglichen Funktion scheinen deren Erhalt für die nächste Zukunft sicherzustellen. Sie steht seit 2017 unter Denkmalschutz.